# 貝茲旅館 (第五季)
《貝茲旅館》（英語：Bates Motel）第五季也是最後一季於2017年2月20日首播，2017年4月24日完結。本季由10集組成，於星期一下午10時ET/PT在A&E上播放。本劇被稱為1960年電影《驚魂記》的當代前傳，講述在希區考克電影中發生的事件之前的諾曼·貝茲和他母親諾瑪的生活。本劇發生在俄勒岡州白松灣（White Pine Bay）的虛構城鎮裏。
本季最終季被外界認為是整個系列中最出色的一季，尤其費迪·夏摩亞對諾曼·貝茲人格分裂下的演繹，受到評論界的高度讚揚，最終他憑本季的演出第三度獲得電視評論家選擇獎最佳戲劇類男演員和土星奬最佳電視男主角提名，並最終贏得人民選擇獎最喜愛男主角奬。

## 角色與卡司

### 主要角色
- 薇拉·法蜜嘉 飾演 諾瑪·露意絲·貝茲/「母親」
- 佛瑞迪·海默 飾演 諾曼·貝茲
- 麥斯·希羅 飾演 迪倫·馬賽
- 奥利维亚·库克 飾演 艾瑪·戴寇迪
- 內斯特·卡博內爾 飾演 亞歷克斯·羅密歐

### 常設角色
- 肯尼·強森 飾演 凱勒·考洪
- 萊恩·赫斯特 飾演 奇克·霍根
- 蕾哈娜 飾演 瑪莉安·克萊恩
- 布魯克·史密斯 飾演 珍·格林警長
- 伊莎貝爾·麥納利 飾演 瑪德琳·魯米斯
- 奧斯汀·尼可斯 飾演 山姆·魯米斯
- 戴蒙·古普頓 飾演 葛瑞格·艾德華醫生
- 娜塔莉亞·寇多娃-巴克利 飾演 茱莉亞·雷默斯
- 艾莉亞·歐布萊恩 飾演 瑞吉娜·沃斯

### 客串角色
- 卡爾頓·庫斯 飾演 高速公路上的巡邏員警
- 吉莉安·法基 飾演 瑪姬·桑瑪斯
- 約翰·漢斯沃 飾演 吉姆·布萊克威爾
- 安東尼奧·凱永 飾演 布魯斯·赫爾曼
- 黛安娜·方 飾演 阿嬌

## 集數
| 總集數 | 集數 （季） | 標題                                  | 導演            | 編劇                          | 首播日期      | 美國收視人數 （百萬） |
| ------ | ----------- | ------------------------------------- | --------------- | ----------------------------- | ------------- | --------------------- |
| 41     | 1           | 黑暗天堂 Dark Paradise                | Tucker Gates    | Kerry Ehrin                   | 2017年2月20日 | 1.34                  |
| 42     | 2           | 合二為一 The Convergence of the Twain | Sarah Boyd      | Alyson Evans & Steve Kornacki | 2017年2月27日 | 1.28                  |
| 43     | 3           | 勢不兩立 Bad Blood                    | Sarah Boyd      | Tom Szentgyorgyi              | 2017年3月6日  | 1.28                  |
| 44     | 4           | 掩藏 Hidden                           | 麥斯·希羅       | Torrey Speer                  | 2017年3月13日 | 1.25                  |
| 45     | 5           | 首逝者為夢 Dreams Die First           | 內斯特·卡博內爾 | Erica Lipez & Kerry Ehrin     | 2017年3月20日 | 1.36                  |
| 46     | 6           | 瑪莉安 Marion                         | Phil Abraham    | 卡爾頓·庫斯 & Kerry Ehrin     | 2017年3月27日 | 1.30                  |
| 47     | 7           | 無可分割 Inseparable                  | Steph Green     | 佛瑞迪·海默 & Erica Lipez     | 2017年4月3日  | 1.26                  |
| 48     | 8           | 屍體 The Body                         | 佛瑞迪·海默     | 待定                          | 2017年4月10日 | 待定                  |
| 49     | 9           | 探監時刻 Visiting Hours               | 待定            | 待定                          | 2017年4月17日 | 待定                  |
| 50     | 10          | 臍帶 The Cord                         | Tucker Gates    | Kerry Ehrin                   | 2017年4月24日 | 待定                  |

## 外部連結
- 官方网站
- 互联网电影数据库（IMDb）上《貝茲旅館》的资料（英文）